# Valailles
Valailles – miejscowość i gmina we Francji, w regionie Normandia, w departamencie Eure.
Według danych na rok 1990 gminę zamieszkiwały 303 osoby, a gęstość zaludnienia wynosiła 56 osób/km² (wśród 1421 gmin Górnej Normandii Valailles plasuje się na 610. miejscu pod względem liczby ludności, natomiast pod względem powierzchni na miejscu 656.).